# غوردون ساذرلاند
غوردون ساذرلاند (بالإنجليزية: Gordon Sutherland)‏ (و. 1907 – 1980 م) هو فيزيائي من المملكة المتحدة . وكان عضواً في الجمعية الملكية .
توفي عن عمر يناهز 73 عاماً.

## التعليم
تعلم في جامعة سانت أندروز

## جوائز
حصل على جوائز منها:
- زمالة غوغنهايم
- زمالة الجمعية الملكية.